# Nhạc chủ đề
Nhạc chủ đề là nhạc phẩm thường được sáng tác hoặc lựa chọn sử dụng cho một chương trình phát thanh, chương trình truyền hình, video game hay điện ảnh, và thường được sử dụng trong các phần giới thiệu, suốt tựa đề mở đầu và/hoặc đoạn thông tin kết phim. Nếu đi kèm với lời nhạc, thường nằm trong một chương trình, lúc đó nó được gọi là ca khúc chủ đề. Khi ca khúc chủ đề được đặt tựa theo nhan đề tác phẩm, lúc đó nó được gọi là ca khúc tựa đề. Cụm từ "ca khúc chủ đề" cũng có thể được sử dụng để chỉ một bài hát làm nên tên tuổi mà đã trở thành mối liên kết đặc biệt với người biểu diễn hoặc có vai trò quan trọng cụ thể trong bài hát; thường được sử dụng khi họ thể hiện thành công một bài hát làm say đắm lòng người. Mục đích của nhạc chủ đề thường tương tự với giai điệu chủ đạo.
Nhiều video game nổi bật với những ca khúc chủ đề gắn liền với tên tuổi của chúng. Một ví dụ điển hình là Prelude Theme trong dòng game Final Fantasy, được chơi ở hầu hết, nếu không phải tất cả, các màn hình chính (menu) của trò chơi gốc, nhất là từ Final Fantasy I đến Final Fantasy IV. Những game mới hơn cũng có các nhạc chủ đề mới, mặc dù thường được hiện đại hóa và chơi trong phần chạy chữ hiện thông tin kết phim.